# دامجانة

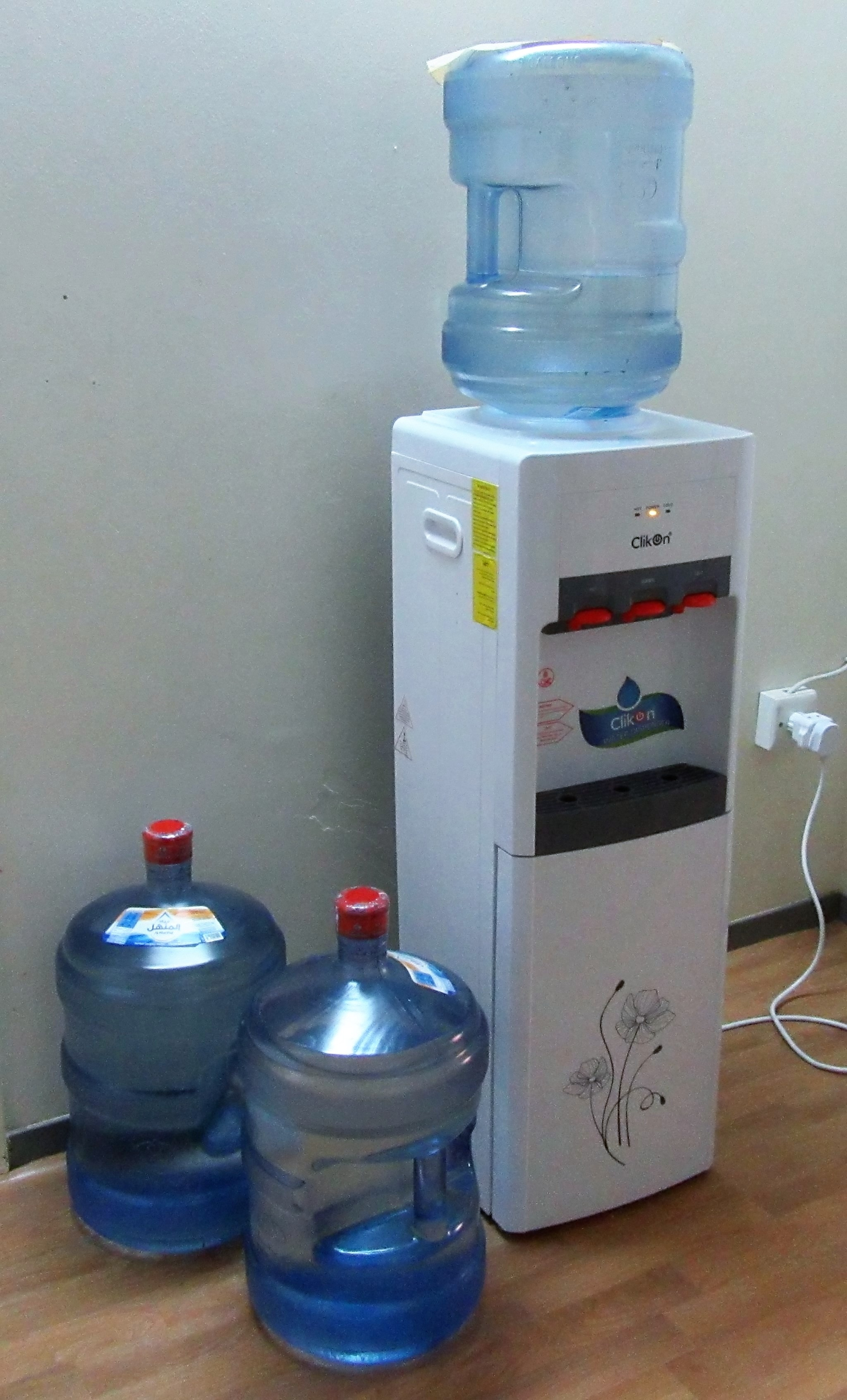
مبرد مياه بزجاجات بلاستيكية كبيرة

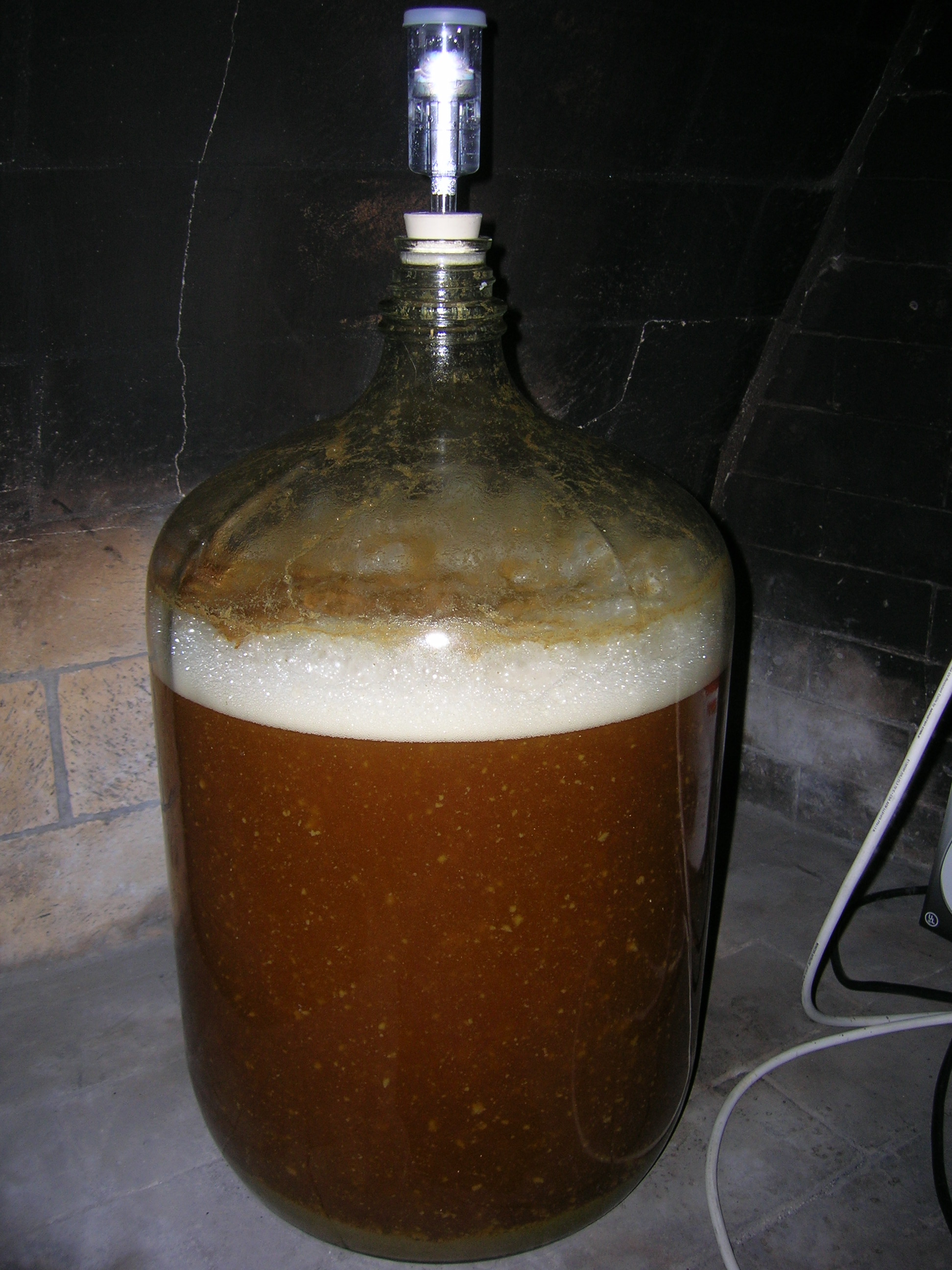
أ دامجانة زجاجية بمثابة وعاء تخمير للبيرة. مزودة بقفل تخمير.

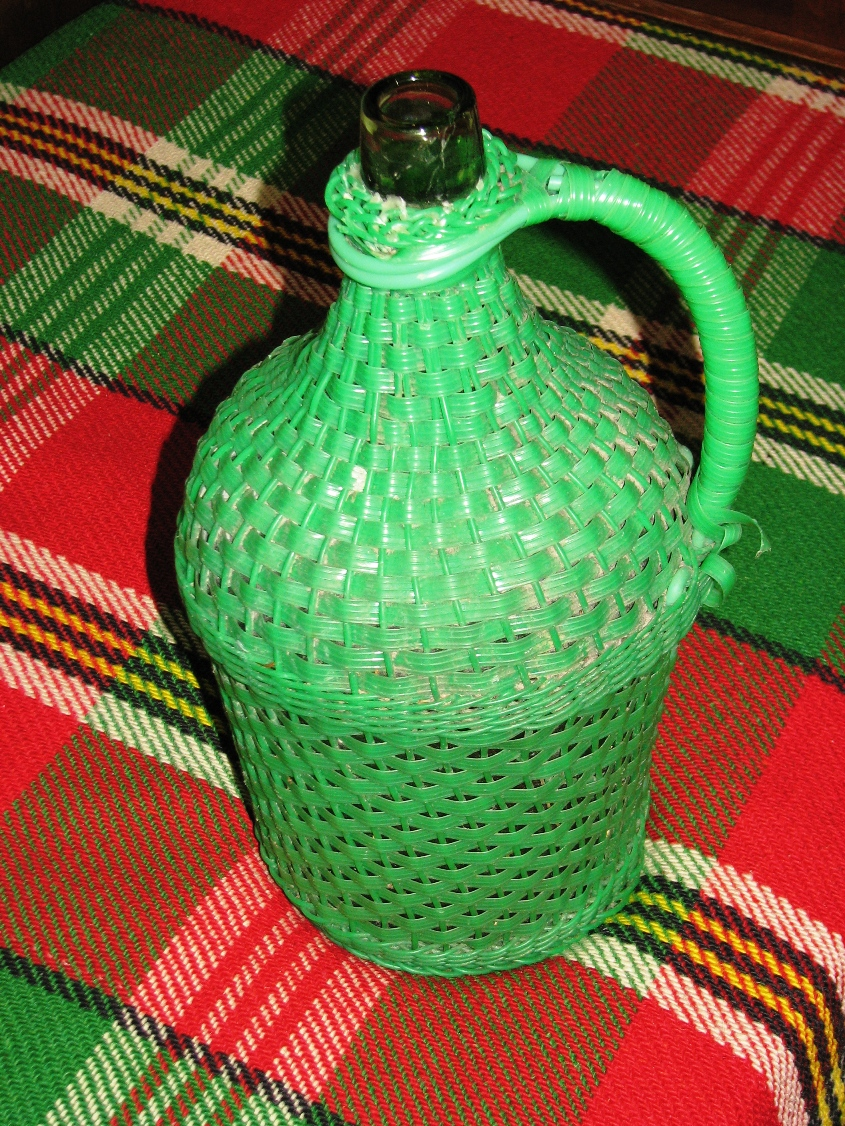
دامجانة بلغارية (دامادزانا)

الدَّامِجَانة أو الدَّمْجَانة، المعروف أيضا باسم الخابية، أو العِيْزَارَة أو الباطِيَة أو الناجور هي وعاء الصلبة بسعة نموذجية من 1 إلى 16 غالون أمريكي (3.8 إلى 60.6 ل).  تستخدم الدروع في المقام الأول لنقل السوائل، وغالبًا ما تكون المياه أو المواد الكيميائية.
تُستخدم أيضًا في تخمير المشروبات في المنزل، غالبًا البيرة أو النبيذ.

## المقاس
تأتي الدمجانة بأحجام مختلفة تتراوح من 4 إلى 25 لتر (1 إلى 7 غال-أمريكي) . يشير مصطلح الدمجانة carboy نفسه عادة إلى 5 غالون أمريكي (19 ل) ، ما لم يذكر خلاف ذلك.1 جالون إمبراطوري (4.5 ل) كاربوي كما يسمى أحيانًا إبريق. 15 غالون أمريكي (57 ل) كاربوي عادة ما تسمى الدامجانة (في الفلبين، dama juana ).
في بريطانيا، يشير مصطلح "demijohn" إلى 4.5 لتر (1 غالون إمب) وعاء تخمير الزجاج.

## تخمير
التخمير، تستخدم الدامجانة عبارة عن كوب أو وعاء من البلاستيك المستخدمة في تخمير المشروبات مثل النبيذ، ميد، عصير التفاح، الإجاص، والبيرة. عادة ما يكون مزودًا بسدادة مطاطية وقفل تخمير لمنع دخول البكتيريا والأكسجين أثناء عملية التخمير.
خلال عملية التخمير المنزلي، يتم استخدام الدامجانة الزجاجة الأولية للتخمير. بمجرد اكتمال التخمير الأولي، يتم نقل البيرة إما إلى وعاء ثانوي للتكييف أو يمكن نقلها مباشرة إلى الزجاجات للتكييف. (عادة ما تسمى عملية النقل هذه الإجهاد.)
كما تستخدم كربونات البولي بروبلين بشكل شائع في المختبرات لنقل المياه النقية. عادة ما يتم ملؤها في الأعلى ولها حنفية في الجزء السفلي للاستغناء عنها.

## مخبريا
في المختبرات الحديثة، تصنع الكبريتات عادةً من البلاستيك، على الرغم من أنها تقليديًا (ولا تزال في العديد من الأوساط الجامعية) مصنوعة من الزجاج الحديدي أو غيرها من الزجاج المقاوم للكسر والمناعة ضد التآكل الحمضي أو تلطيخ الهاليد الشائع في تركيبات البلاستيك القديمة. يتم استخدامها لتخزين كميات كبيرة من السوائل، مثل المذيبات أو الماء منزوع الأيونات. في هذه التطبيقات، قد يتم تضمين صنبور للاستغناء. كما تستخدم الكاربويز في جمع وتخزين مذيبات النفايات. جمع مذيبات النفايات في قوارير بلاستيكية من الأفضل إعادة استخدام الزجاج وينشيسترس بسبب قلة تعرضا للكسر إذا تم وضعها في الدامجانة.

## روابط خارجية
- زجاجات كبيرة تاريخ كبير: Demijohns and Carboys نسخة محفوظة 2018-12-25 على موقع واي باك مشين.